# Nachal Aleket
Nachal Aleket (hebrejsky נחל עלקת) je vádí v jižním Izraeli, v severní části Negevské pouště, nedaleko od pomezí Negevu a jihozápadní části Judských hor (Hebronské hory).
Začíná v nadmořské výšce přes 400 metrů jihovýchodně od města Lehavim, v kopcovité krajině vrchů Gva'ot Lahav na jižním okraji uměle vysazeného lesního komplexu Ja'ar Lahav. Směřuje pak k západu bezlesou krajinou polopouštního charakteru. Jižně od města Lehavim, východně od tělesa železniční trati Tel Aviv-Beerševa a dálnice číslo 40 ústí zprava do vádí Nachal Pechar.